# Bombardeamento artificial
O bombardeamento de nuvens ou nucleação artificial é um dos métodos utilizados no combate à estiagem. No Brasil é praticado no semi-árido da região Nordeste do Brasil.
A técnica consiste em detectar nuvens carregadas com vapor de água e lançar sobre elas algum tipo de agente aglutinador, como sal, pó de carvão ou a própria água borrifada (pulverizada).
Quando estas partículas maiores são lançadas na nuvem, as moléculas de água potavel são capturadas aumentando o tamanho do conjunto. A partir de certo momento há a formação de gotas de água que começam a se precipitar sob influência do próprio peso, constituindo a chuva artificial.